# Gössäter
Gössäter ist ein Ort (Småort) in der schwedischen Gemeinde Götene. Der Hauptort Götene liegt etwa zehn Kilometer südlich.
Durch Gössäter führt er Länsväg O 2714. Der Ort besaß einen Bahnhof an der Bahnstrecke Skara–Hönsäters hamn, in dem die Bahnstrecke Mariestad–Gössäter abzweigte.
Gössäter besaß von 1965 bis 1985 den Status eines Tätortes. Seitdem liegt die Einwohnerzahl konstant um 180 Einwohner. Der nächste größere Ort ist das zwei Kilometer nördlich gelegene Hällekis.

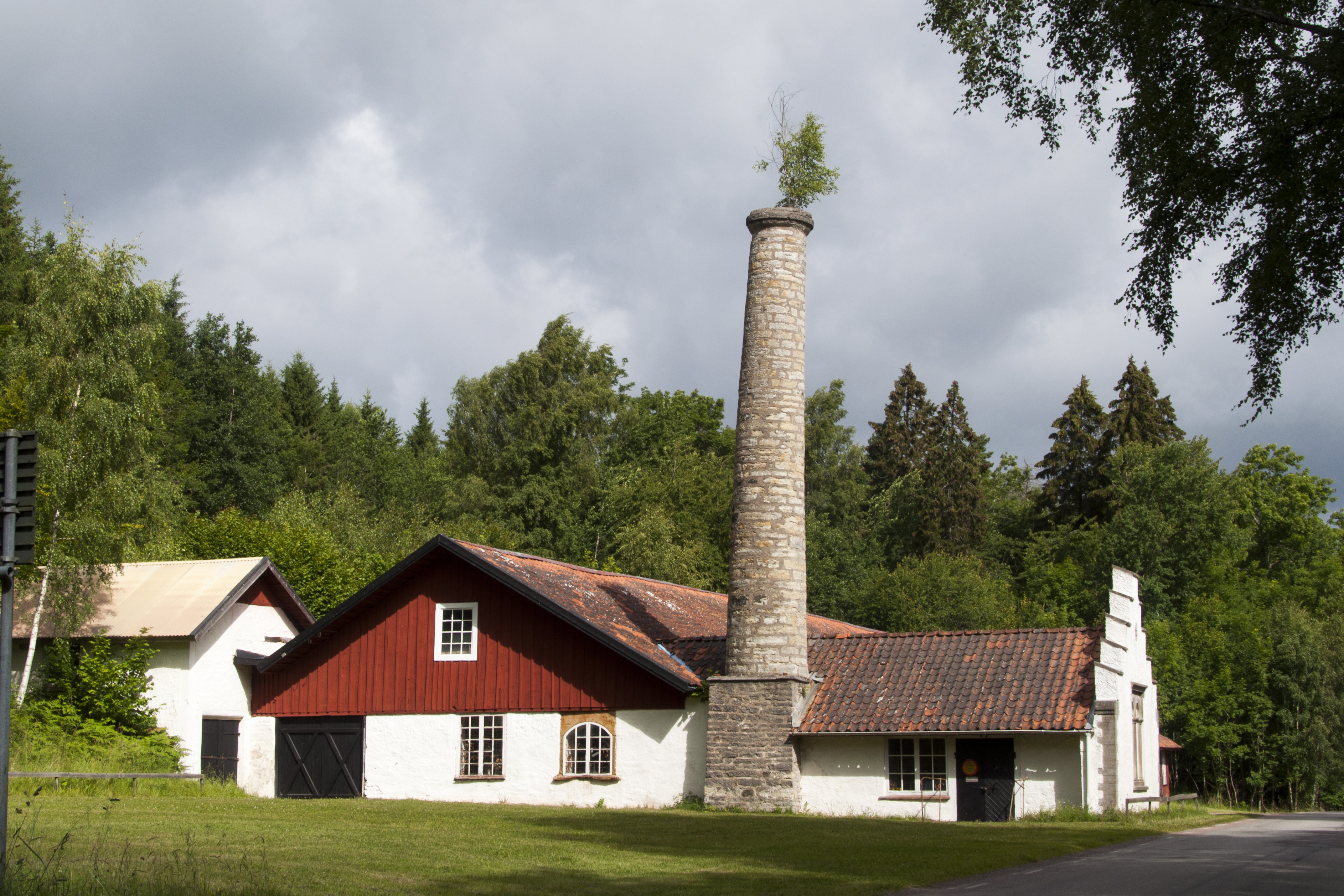
Stenhuggeriet
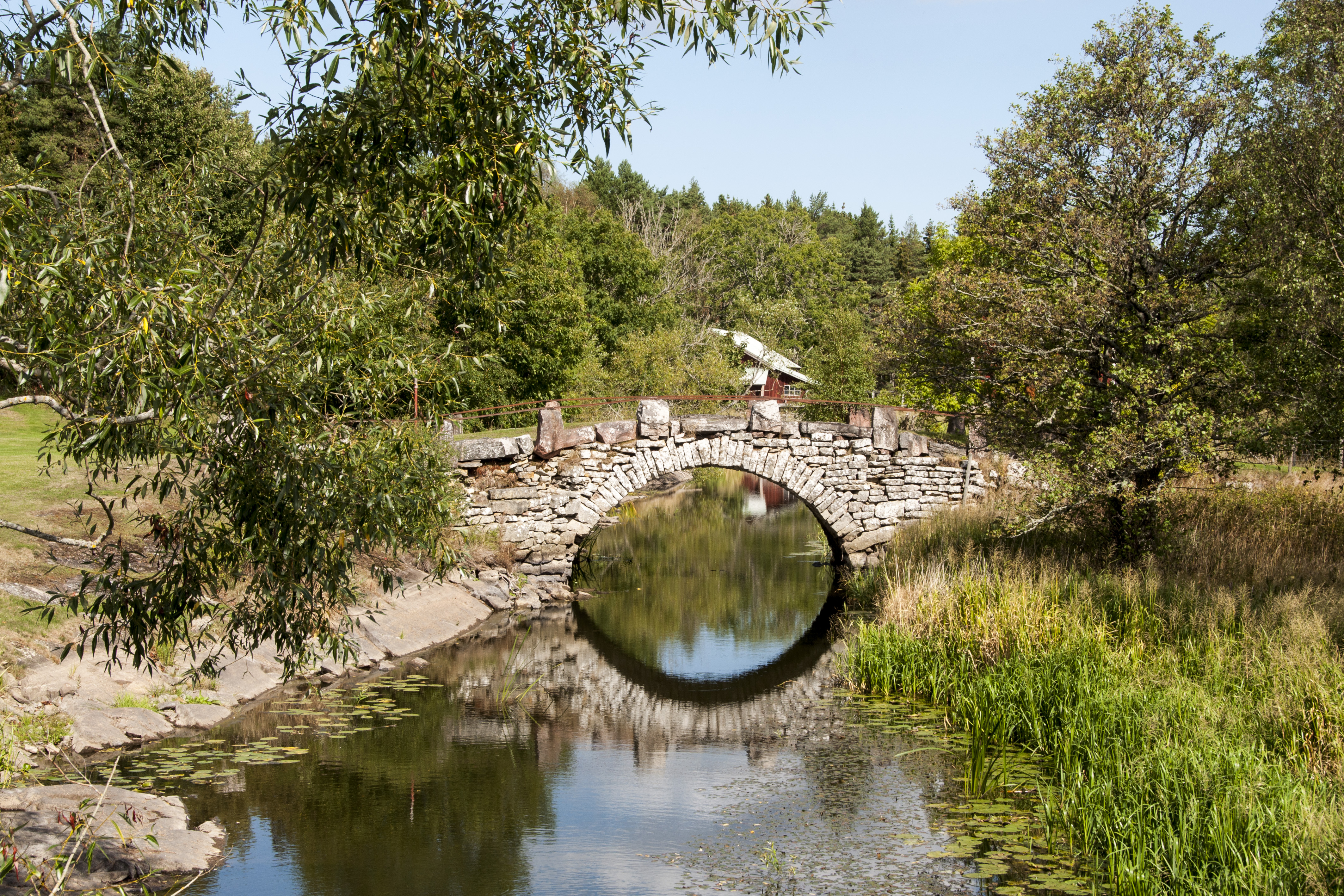
Steinbrücke bei Stampen
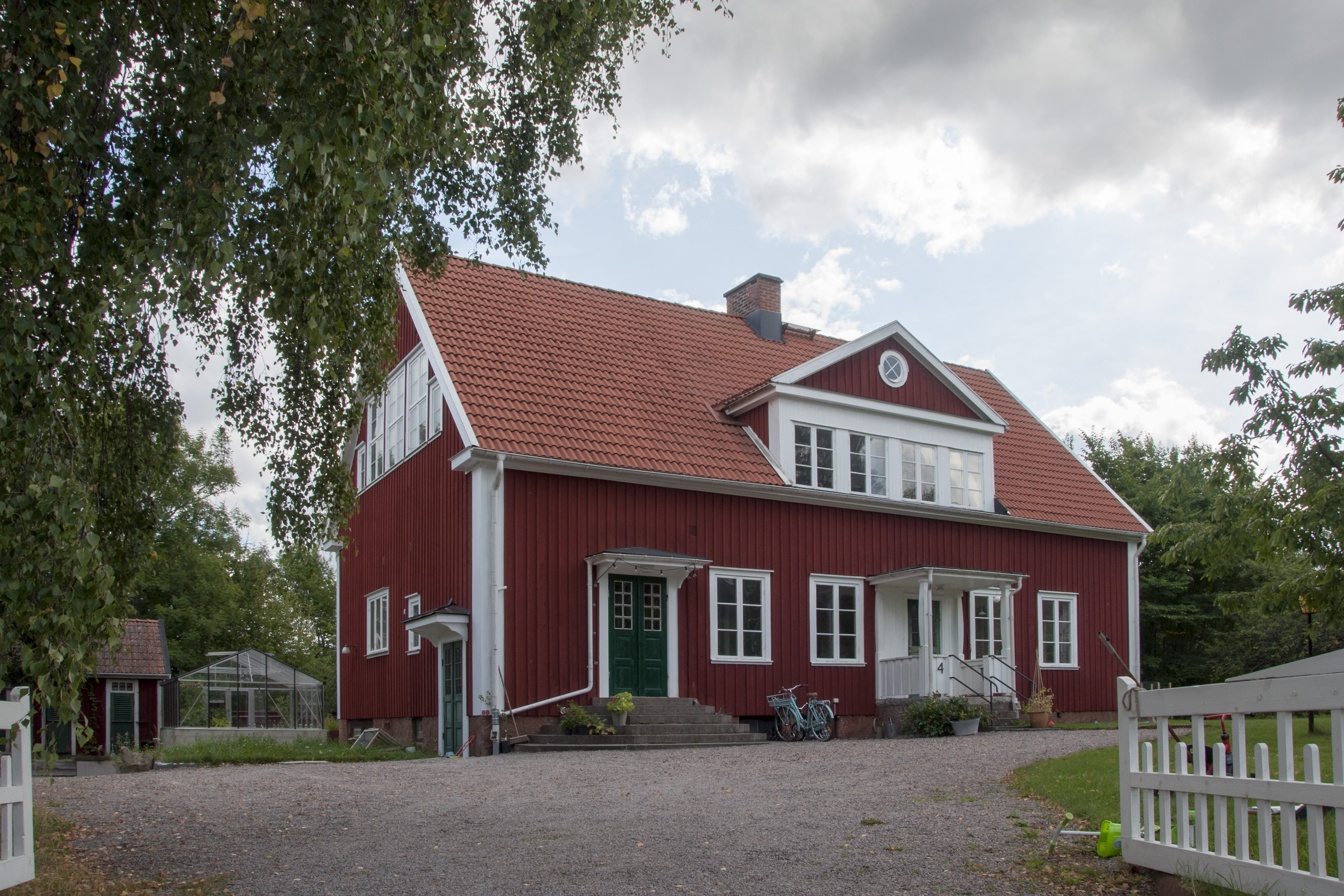
Schule